# Martha Liliana Agudelo Valencia
Martha Liliana Agudelo Valencia (Armenia, siglo XX) es una economista y política colombiana.
Se desempeñó como Gobernadora de Caquetá.

## Biografía
Nacida en Armenia, estudió Economía en la Universidad de Antioquia, misma institución de la cual posee una especialización en Evaluación socioeconómica de proyectos.
Afiliada al Partido MIRA, en las elecciones regionales de 2007 se postuló con éxito a la Asamblea Departamental de Quindío, ocupando un escaño en la legislatura 2008-2011. En las elecciones regionales de Quindío de 2011 fue candidata a la Gobernación, quedando tercera con 20.891 votos, equivalentes al 9,76% del total. Luego pasó a ser Directora de Planeación Departamental entre 2012 y 2013, durante la Administración de la Gobernadora Sandra Paola Hurtado.
En las elecciones legislativas de 2014 fue candidata a la Cámara de Representantes de Colombia por Quindío, sin que resultara elegida. Tras la destitución del Gobernador de Caquetá Víctor Isidro Ramírez en julio de 2014, el MIRA, partido por el cual Ramírez había sido elegido, presentó al Presidente Juan Manuel Santos una terna para elegir a su sucesor, conformada por Agudelo, Andrés Felipe Arbeláez y Walter Monsalve Valencia. Aunque solo Monsalve era nativo del departamento - lo cual provocó malestar entre la población - Agudelo fue designada por el presidente Santos para terminar el mandato de Ramírez y suceder en el cargo a Julieta Gómez Bedoya. Su mandato se extendió hasta el 31 de diciembre de 2015.
En enero de 2021 la Procuraduría General de la Nación la destituyó e inhabilitó por 14 años por no establecer el mecanismo de interventoría y supervisión requerido para la ejecución de un contrato de suministros médicos y ejecutar de forma irregular, en dicho contrato, recursos provenientes del Sistema General de Regalías.
Posteriormente fue Directora de Protección del Empleo y el Subsidio Familiar del Ministerio de Trabajo.